# 加藤与之吉
加藤 与之吉（かとう よのきち、1867年 - 1933年）は、日本の土木技術者、都市計画家。鹿嶺という雅号をもつ。

## 人物
1867年、武蔵国(のち入間県高麗郡上鹿山村、現在の埼玉県日高市大字上鹿山)に生まれる。1894年、帝国大学工科大学土木工学科卒業。1895年、新潟県土木課に勤務、1897年には土木課長となり、道路、河川改修工事にあたる。加藤自身が農村出身であることから、地元民を良く理解してその任を務め、尊敬を受けたという。県技師時代、新潟市から1901年10月、内務省技師の土田鉄雄とともに上水道布設調査・設計を委託されている。
日露戦争後の1907年に、南満州鉄道の付属地長春の都市建設にかかる際総裁後藤新平は、担当の人選に際して土木行政・都市計画の担当については高潔な人材を求めた。そこで当時新潟県土木課長だった加藤が推薦されている。加藤はそもそも酒が飲めず、もとから接待等は受け付けなかったという。
こうして、後藤新平により南満州鉄道株式会社土木課長に招請され、長春の都市計画事業を担当する。加藤は長春を駅前広場を中心に、道路は放射線状に広がるヨーロッパ諸都市にみられる典型的なバロック式都市に設計したほか、諸般の事情により交通の通行制限を計画に加味した。これに対し後藤は、計画の変更を命じたが加藤は反論を展開し、その結果洋行を命じられる。当時の後藤はすでに雲の上の絶対権力者と認識され、彼の叱咤、指示に課長クラスがさんざんやり込められ、異を唱えるなどできないことであったが、加藤だけは後藤を言い含めることも多々あったらしい。
加藤はその後河口工場水道工事、天津水害復旧工事、鞍山製鉄所首山墜水源地工事などに尽くす。水源採掘に際し周囲の反対を押し切って断行し成功させるなど、技術者として高い評価を受けている。
解学詩・張克良編『鞍鋼史（1909～1948年）』（北京、冶金工業出版杜、1984年。）第３章「鞍山製鉄所的変遷」（解学詩執筆。松野周治翻訳「解学詩「鞍山製鉄所の変遷」(1)」『立命館経済学』第37巻第6号、1989年2月。）によると、
水源問題は東京で種々の議論や意見をひき起こした。満鉄はそれに対して非常な苦心をした（中略）まさに進退きわまった時，満鉄土木課長加藤与之吉が遼陽の南，鞍山の北の首山堤に井戸を掘り〔ママ〕取水することを建議した（中略）水源地が頼りになるかどうか，その後人々は疑うようになったが，くり返しなされた測定は水供給量が安定的で，結氷期にも大きな差異を示さなかった。
1923年、南満州鉄道株式会社を辞して郷里の入間郡高麗川村に帰郷する。帰郷後は没するまで、梅林の経営に就くとともに、地元から推されて八高線の速成と停車場の開設、道路改修、開墾事業、耕地整理事業など、篤志家として郷土の発展にその生涯を捧げることとなった。
没後の1938年に、高麗川村による私家版で、『鹿嶺遺稿』（加藤忠夫編）が出された。